# Reitgesing
Reitgesing ist ein Gemeindeteil der Gemeinde Ebersberg im oberbayerischen Landkreis Ebersberg. Die Einöde liegt circa zwei Kilometer südwestlich von Ebersberg.

## Baudenkmäler
- Wegkapelle

Siehe auch: Liste der Baudenkmäler in Reitgesing